# آتلانتیک ایر لیفت
آتلانتیک ایر لیفت (به انگلیسی: Atlantic Air Lift) یک شرکت هواپیمایی است که در ۲۰۰۵ میلادی تأسیس شده‌است. دفتر مرکزی آتلانتیک ایر لیفت در نانت، فرانسه واقع شده‌است و به ۲ مقصد، پرواز انجام می‌دهد.